# Wergiton do Rosário Calmon
Wergiton do Rosário Calmon (Rio de Janeiro, 1988. szeptember 28. –) közismertebb nevén Somália brazil labdarúgó. Posztját tekintve középpályás, de bevethető szélsőként is.

## Pályafutása

### Klubcsapatokban
Pályafutása elején brazil alsóbb osztályban, a Carioca 1-ben játszott, 2007 és 2009 között a Bangu AC labdarúgója volt. Két év alatt 39 tétmérkőzésen 13 gólt szerzett. Ezt követően a másodosztályba igazolt. A Paranában egy évet töltött el kölcsönben, 24 mérkőzésen egyszer volt eredményes.
A következő évben visszatért a Banguba, ahol 9 mérkőzésen 4 gólt lőtt.
2011-ben a Ferencváros igazolta le, majd 2015-ben az Toulouse FC-hez szerződött.
2018 nyarán előszerződést kötött a szaúdi Es-Sabáb csapatával. Az Es-Sabáb augusztus elején felbontotta az előszerződést, miután Somália nem ment át az orvosi vizsgálatokon. A Toulouse és a brazil középpályás a FIFA-tól kért jogorvoslatot. 2018. augusztus 20-án a szaúdi klub hivatalos honlapján jelentette be Somália leigazolását.

#### Ismét a Ferencvárosban
2020 januárjában visszatért korábbi sikerei helyszínére, a Ferencvárosba igazolt. A 2020–21-es bajnoki idényben 24 mérkőzésen lépett pályára, melyeken összesen három gólt szerzett. A 2021–22-es szezonban hét bajnokin és két kupameccsen lépett pályára.
A klubban eltöltött hét év alatt 173 mérkőzést játszott az FTC-ben, 20 gólt szerzett és 10 gólpasszt adott a társainak.

## Sikerei, díjai
Ferencvárosi TC
- Magyar ligakupa-győztes (2): 2013, 2015
- Magyar kupagyőztes (2): 2015, 2022[7]
- Magyar szuperkupa-győztes (1): 2015
- Magyar bajnok (4): 2015–2016,[8] 2019–2020,[9] 2020–2021,[10] 2021–2022[11]

Egyéni elismerés
2013-ban az MLSZ által szervezett szurkolói szavazást nyerte el, a 2012–2013-as szezon legszebb góljáért (Újpest ellen 2013. március 10-én) járó közönségdíjat vehette át.